# 台北市新活力自立生活協會
社團法人台北市新活力自立生活協會，是中華民國（台灣）的地方性身心障礙團體。是由好鄰居文教基金會 （页面存档备份，存于）第六屆身心障礙者赴日領導人才的研修生林君潔，在日本自立生活中心學成歸國後，於2007年1月與許多社會有志之士共同成立的。倡導「自立生活運動」（Independent Living for Disabled People）的觀念。
認為無論多麼重度的身心障礙者，都有機會與可能參與社會，不應以身心障礙為由，而必須消極的接受社會制度或觀念所保護；而具有平等地權益，參與公民應享有完整之就學、就業、人際互動、社會活動等權益。實為為身心障礙者權益發聲的倡議團體，其組織提供的支持性服務與各種活動，僅為了提供實際證明，教育社會大眾，身心障礙者的權益不容忽視，且具有參與社會的可能性。
除強調權益爭取外，更強調身心障礙者必須充分扮演公民角色、社會角色，進而擁有「自己選擇、自己決定、自己負責」之能力。

## 組織特色
- 過半數理事、監事、工作人員為身心障礙者。
- 組織由身心障礙者主導營運。
- 理事長、總幹事為身心障礙者。
- 組織會員跨越障別之分。
- 倡議與服務並行。
- 地方性團體，具有草根色彩。
- 具國際性，與亞洲其他國家自立生活協會有所連結。
- 遵循國際上對自立生活協會組織運作模式之定義。

## 組織重要事蹟
- 2006年9月籌備會開始。
- 2007年1月成立大會，選出第一屆理事、監事。
- 2007年1月底正式向台北市政府登記立案。
- 2007年2月初臺北市社會局核發立案證書。
- 2008年3月向「中華社會福利聯合勸募協會」申請方案開辦「個人助理」服務，為全台灣第一個非營利組織開辦個人助理服務的先例。
- 2009年9月舉辦跨國「2009 Asia Try in TAIWAN」活動。
- 2010年4月選出第二屆理事、監事。
- 2010年11月13日與「萬障權益行動聯盟 （页面存档备份，存于）」，共同舉辦臺鐵無障礙爭取遊行。
- 2010年11月參與為期兩天之「台日韓自立生活研討會」。
- 2011年2月至8月參與內政部「身心障礙者個人照顧辦法」會議，倡議個人助理與同儕支持員入法。
- 2011年4月、7月，舉辦兩屆「身心障礙者 種子培訓營」培養台灣其他縣市身心障礙者人才。
- 2011年7月30日倡議台北市身心障礙者停車優惠在無與各團體協商共識之下貿然停止。
- 2012年10月14日舉辦「我們不要靠爸靠母 自立生活大遊行 （页面存档备份，存于）」，抗議內政部公告自立生活支持服務，其內容沒有針對身心障礙者需求徵詢意見，其個人助理時數不足，每位申請者最多每個月六十小時，個人助理時薪過低，無法吸引人才投入。
- 2012年12月15日～16日舉辦「南台灣自立生活國際研討會 （页面存档备份，存于）」，嘉義市新世界自立生活籌備會、台南夢城、高雄市向陽自立生活協會共同合辦。
- 2013年4月選出第三屆理事、監事。
- 2013年10月18日，再度舉辦「自立生活，政府責任別逃脫」大遊行。集合約兩百名支持者、二十三間民間單位，由台北車站旁新光三越，遊行至中央聯合辦公大樓，向衛生福利部表達「自立生活支持服務試辦計畫」有所不足。因衛生福利部未有正面回應，後支持者於當晚至中山南路封街表達抗議。後改以靜坐等方式持續抗議，行動持續至隔日中午十一時才結束。
- 2014年4月協力社團法人台南市夢城自立生活協會成立。7月協助社團法人嘉義市新世界自立生活協會成立。
- 2014年11月14日邀請台北市長候選人柯文哲來訪，希望候選人允諾支持並提供身心障礙者自立生活必要協助。
- 2015年5月19日至北京宣導台灣自立生活推廣現況。
- 2015年6月27日舉辦「尼泊爾自立生活交流會」，邀請尼泊爾身心障礙者來台分享尼泊爾自立生活推廣現況。
- 2016年4月選出第四屆理事、監事。
- 2016年5月舉辦「北區自立生活體驗營」。
- 2016年11月與其他障礙團體共同舉辦「揭發假面看見差異，123齊聚衛福部障礙自主發聲」抗議行動。
- 2017年6月4日舉辦「臺灣自立生活國際研討會」，邀請尼泊爾、韓國、日本自立生活中心主責人來台。並舉行十週年慶祝活動。
- 2017年6月5日舉辦「政府制度不健全，障礙者被迫隔離社會之外；身心障礙者遊行抗議暨拜會行政院」。
- 2017年11月4至5日與其他單位合辦「從障礙者自主，看自立生活與個人協助-回應CRPD國際研討會暨工作坊」。
- 2017年開始接受「中華社會福利聯合勸募協會」申請方案開辦「赴日領導人才短期研修」計畫。
- 2018年8月舉辦「自立生活人才培育工作坊-障礙平等研修(DET)」。
- 2018年10月20日與其他障礙者團體合辦「推它一把！大夥一起上！將高鐵推向無障礙環境的倡議行動」。
- 2018年12月31日台北市政府委託之自立生活支持服務，因公開招標未穫市政府承接，個人助理業務及自立生活相關業務轉移至「臺北市身心障礙者自立生活支持服務中心 （页面存档备份，存于）」。
- 2019年4月選出第五屆理事、監事。

## 歷任理事長
- 第一屆：莊棋銘
- 第二屆：劉哲彰
- 第三屆：賴宗育
- 第四屆：翁玉鈴
- 第五屆：翁玉鈴

## 主要會務內容
- 個人助理派遣（Personal Assistant）。
- 自立生活計畫（Independent Living Program）。
- 同儕支持（Peer Counseling）。
- 舉辦各項活動。
- 社會運動。
- 向公部門倡議身心障礙者權益重要性，維護其人權。
- 培育身心障礙者人才。
- 宣導、教育社會大眾了解自立生活精神與價值。